# Риђогрла патка
Риђогрла патка (Thalassornis leuconotus) је једина врста у роду Thalassornis и потпородици Thalassorninae. Значајно се разликује од осталих врста патака, али је најсличнија паткама пишталицама (Dendrocygninae), а има сличности и са тврдорепим паткама (Oxyurinae).

## Опис
Риђогрла патка вешто рони и може да се задржи испод површине воде до 30 секунди. Биљојед је и храни се семењем, лишћем водених биљака, луковицама локвања, а млади се хране и ларвама инсеката из породице биљних комараца (Chironomidae). Када се јави опасност бежи тако што зарања у воду.

## Распрострањеност
Риђогрла патка насељава Подсахарску Африку, простор између Сенегала и Чада на западу, Етиопије и Јужноафричке Републике на истоку. Станишта која насељава су језера, баре и мочваре.

## Подврсте
Постоје две подврсте риђогрле патке: 
- Афричка риђогрла патка (Thalassornis leuconotus leuconotus)
- Мадагаскарска риђогрла патка (Thalassornis leuconotus insularis)

Мадагаскарска риђогрла патка насељава искључиво острво Мадагаскар и угрожена је због прекомерног лова, губитка станишта и ширења унетих конкурентских егзотичних врста.

## Угроженост
Вулавер и Николс су 2001. организовали пребројавање гнездећих парова на мадагаскарском језеру Анцамака. Избројали су их 37, што је показало значај овог локалитета за очување острвске подврсте. Према Јангу ранија процена броја јединки мадагаскарске подврсте је превисока, а према тој ранијој процени Дилејнија и Скота број јединки риђогрле патке на Мадагаскару се кретао између 2.500–5.000. Афричка популација риђогрле патке се према проценама креће између 10.000–25.000.
Риђогрла патка је обухваћена Споразумом о заштити афричко-евроазијских миграторних птица мочварица (AEWA).